# Impavido (1913)
«Імпавідо» (італ. Impavido) - ескадрений міноносець типу «Індоміто» ВМС Італії часів Першої світової війни.

## Історія створення
Ескадрений міноносець «Імпавідо» був закладений в 1911 році на верфі «Cantiere Pattison» в Неаполі. Спущений на воду 22 березня 1913 року, того ж року вступив у стрій.

## Історія служби

### Перша світова війна
Після вступу Італії у Першу світову війну «Імпавідо» був включений до складу II ескадри есмінців, разом з однотипними «Іррек'єто», «Індоміто», «Імпетуозо», «Інсідіозо» та «Інтрепідоо».
6 липня 1915 року «Імпавідо» разом з кораблями своєї ескадри вирушив на патрулювання у Веенціанській затоці. О 4:30 вони мали зустрітись з есмінцем «Берсальєре», крейсером «Амальфі» та міноносцями супроводу.  
О 4-й ранку ескадра була атакована німецьким підводним човном «SM UB-14» (оскільки Німеччина на той момент ще не перебувала у стані війни з Італією, човен перебував у складі австро-угорського флоту під бортовим номером «U-26»). Підводний човен випустив 450-мм торпеду, яка влучила у лівий борт крейсера, який затонув менше, ніж 30 хв. Загинуло 72 членів екіпажу, 682 були врятовані кораблями супроводу.
17 серпня есмінці «Імпавідо», «Ардіто», «Анімозо», «Іррек'єто» та крейсер «Куарто» вирушили на перехоплення австро-угорських кораблів, які обстріляли острови Палагружа.
Увечері 8 червня 1916 року «Імпавідо» разом з есмінцями «Понтьєре», «Інсідіозо», «Есперо» та крейсер «Лібія» супроводжували 2 транспорти «Романья» та «Прінчіпе Умберто», які перевозили з Вльори в Італію солдатів 55-го піхотного полку (2 605 чоловік). Незабаром після виходу конвой був атакований австро-угорським підводним човном «U 5». В транспорт «Прінчіпе Умберто» влучили дві торпеди, внаслідок чого він затонув. Загинуло 1926 чоловік. Кораблі супроводу не змогли перехопити ворожий підводний човен.
24 червня того ж року «Імпавідо», «Іррек'єто», «Інсідіозо»,  «Аудаче» та крейсерт-скаут «Марсала» прикривали атаку торпедних моторних човнів в Дурресі, внаслідок якої був серйозно пошкоджений пароплав «Сараєво».
24 грудня есмінці «Імпавідо», «Карло Мірабелло» та  «Іпполіто Ньєво» прикривали атаку двох торпедних човнів на Дуррес. Атака була зірвана в останній момент, за три милі від цілі, через пошкодження одного з торпедних човнів.
14-15 травня 1917 року «Імпавідо» брав участь у битві в протоці Отранто.
16 липня того ж року есмінці «Імпавідо», «Індоміто», «Інсідіозо» та скаути «Карло Альберто Раккія» і «Аугусто Ріботі»  брали участь у підтримці бомбардування Дурреса 18-ма літаками.

### Післявоєнна служба
Після закінчення війни «Імпавідо» пройшов ремонт, під час якого було доповнене артилерійське озброєння.
У 1929 році корабель був перекласифікований в міноносець.
У 1937 році корабель був виключений зі складу флоту і знаний на злам.